# Ситівська сільська рада
Ситівська сільська рада — колишня адміністративно-територіальна одиниця та орган місцевого самоврядування у Овруцькому районі Коростенської і Волинської округ, Київської та Житомирської областей Української РСР з адміністративним центром у селі Ситівка.

## Населені пункти
Сільській раді на час ліквідації були підпорядковані населені пункти:
- с. Грязеве;
- с. Жолонь-Ситівка;
- с. Підчашшя;
- с. Ситівка;
- х. Язвино.

## Населення
Кількість населення ради, станом на 1923 рік, становила 664 особи, кількість дворів — 162.
Кількість населення сільської ради, станом на 1924 рік, становила 919 осіб.

## Історія та адміністративний устрій
Створена 1923 року в складі хуторів Грезіва (Грязеве), Жолонь-Ситівська (Жолонь-Ситівка), Ситівка та Підчашшя Христинівської волості Овруцького повіту Волинської губернії. 7 березня 1923 року увійшла до складу новоствореного Овруцького району Коростенської округи. 13 липня 1927 року до складу ради включено х. Язвин (Язвино).
Станом на 1 вересня 1946 року сільська рада входила до складу Словечанського району Житомирської області, на обліку в раді перебували села Грязеве, Жолонь-Ситівка, Ситівка та х. Підчашшя.
Ліквідована 11 серпня 1954 року, відповідно до указу Президії Верховної ради Української РСР «Про укрупнення сільських рад по Житомирській області», територію та населені пункти ради приєднано до складу Будо-Любівської сільської ради Овруцького району.